# Cyphophanes gracilivalva
Cyphophanes gracilivalva is een vlinder uit de familie van de bladrollers (Tortricidae). De wetenschappelijke naam van de soort is voor het eerst geldig gepubliceerd in 2006 door Marianne Horak.

## Type
- holotype: "male"
- instituut: ANIC, CSIRO, Canberra, Australian Capital Territory, Australia
- typelocatie: Australia, Queensland.